# Gainesboro (Tennessee)
Gainesboro – miasto w Stanach Zjednoczonych, w stanie Tennessee, w hrabstwie Jackson. Według danych z 2000 roku miasto miało 879 mieszkańców.